# Cypselocarpus haloragoides
Cypselocarpus es un género monotípico de arbustos o pequeños árboles de la familia Gyrostemonaceae. Su única especie, Cypselocarpus haloragoides, es originaria de Australia.

## Descripción
Es una planta postrada con forma de hierba o arbusto que alcanza un tamaño de 0,02-0,3 m de alto y 1,5 m de ancho. Las flores son de color rojo-verde, y se producen en agosto-octubre en los suelos arenosos de las ondulantes llanuras de Australia Occidental.

## Taxonomía
Cypselocarpus haloragoides fue descrita por (Benth.) F.Muell. y publicado en Fragmenta Phytographiæ Australiæ 8: 36. 1873.
Sinonimia
- Threlkeldia haloragoides F. Muell. ex Benth.[3]